# Villaconejos
Villaconejos là một đô thị trong Cộng đồng Madrid, Tây Ban Nha. Đô thị Torrejón de Velasco có diện tích 36,65 km², dân số theo điều tra năm 2010 của Viện thống kê quốc gia Tây Ban Nha là 3159 người. Đô thị Torrejón de Velasco nằm ở khu vực có độ cao 650 mét trên mực nước biển. Cự ly so với thủ đô Madrid là 52,7 km.

## Biến động dân số
| 2898 | 2909 | 2870 | 2945 | 2972 | 3039 | 3018 | 2979 | 3070 | 3092 | 3159 | 3389 |